# Tony Mamaluke
Charles John Spancer (nascido em 19 de Julho de 1977) é um lutador de wrestling profissional ítalo-americano, mais conhecido pelo ring name Tony Mamaluke. Ele é mais conhecido pelas suas passagens pela Extreme Championship Wrestling entre 2000-2001 e pela WWE entre 2006-2007.
Além disso, também teve uma breve aparição pela World Championship Wrestling entre 1998-2000, onde formou tag team com Vito LoGrasso, conhecidos como 'The Mamalukes'. Na ECW e WWF, fez parceria a Litte Guido Maritato em um grupo que ficou conhecido como F.B.I. (Full Blooded Italians). Sua última aparição decorreu no ECW December to Dismember, antes de ser despedido da WWE em 18 de Janeiro de 2007.

## Carreira no wrestling
- Treinamento em Circuitos Independentes (1998-2000)
- World Championship Wrestling (2000)
- Extreme Championship Wrestling (2000-2001)
- Circuitos independentes (2002-2005)
- WWE (2006-2007)

## No wrestling
- Finishers e ataques secundários
  - Sicilian Stretch
  - Sicilian Necktie
  - Italian Sleeper
  - Italian Suplex
  - Sicilian Crab
  - Sicilian Slice
  - Spaghetti Bender
  - Single arm DD
  - Fujiwara armbar
  - Bridging grounded hammerlock
  - Bridging northern lights suplex
  - Tornado DDT

- Managers
  - "The Big Don" Tommy Rich
  - Big Guido
  - Trinity

- Temas de entrada
  - Shaddap You Face de Joe Dolce (Circuito independente)
  - No Sleep Till Brooklyn de Beastie Boys (Usado o F.B.I.)
  - The Rage To Overcome de Machine Head

## Títulos e prêmios
- Extreme Championship Wrestling
  - ECW Tag Team Championship (1 vez) - com Little Guido[1][6]

- Hardkore Championship Wrestling
  - 2002 HCW Incredible 8 Tournament Semi-Finalista

- New Breed Pro Wrestling
  - New Breed Cruiserweight Championship (1 vez)

- Ring of Honor
  - ROH Tag Team Championship (1 vez) - com Sal Rinauro[1][7][8]

- Southern Championship Wrestling
  - SCW Southern Heavyweight Championship (1 vez)